# Insider trading
Insider trading (in italiano, abuso di informazioni privilegiate) indica la compravendita di titoli (valori mobiliari: azioni, obbligazioni e derivati) di una determinata società da parte di soggetti che, per la loro posizione all'interno della stessa o per la loro attività professionale, sono venuti in possesso di informazioni riservate cioè non di pubblico dominio. 

## Descrizione e tipologie
Simili informazioni, per la loro natura, permettono ai soggetti che ne fanno utilizzo di posizionarsi su un piano privilegiato rispetto ad altri investitori del medesimo mercato. In questo senso si parla anche di asimmetria informativa, anche se in senso stretto è quindi un reato. Ad esso è talvolta affiancato è il concetto di aggiotaggio, in termini tecnici conosciuto come manipolazione del mercato. Due diversi tipi di negoziazioni possono essere ricompresi nella dizione di insider trading:
- la negoziazione di titoli di un'azienda (per esempio, azioni o opzioni) basata su informazioni materiali non di pubblico dominio da parte di soggetti sia interni (insider) sia esterni all'azienda in oggetto: questa pratica è illegale in molte giurisdizioni; ad esempio in quella statunitense è denominata abuso di informazioni privilegiate (market abuse);
- la negoziazione di titoli di una determinata azienda da parte di soggetti interni alla stessa (insider), ma non basata su informazioni privilegiate: questa pratica, indicata anche come insider dealing, è considerata legale, ma in molte legislazioni è soggetta a vincoli informativi sulle negoziazioni effettuate, vincoli da adempiere mediante la tempestiva comunicazione agli organi preposti al controllo delle transazioni sul mercato borsistico quali, per esempio, la Securities and Exchange Commission negli Stati Uniti e la CONSOB in Italia.

## Nel mondo

### Italia
In Italia l'abuso di informazioni privilegiate è attualmente disciplinato dal decreto legislativo del 24 febbraio 1998 n. 58 che ha recepito, tramite la legge comunitaria del 2004, le indicazioni contenute nella norma europea.
Ai sensi del disposto di cui all'art.184 del TUF compie il reato di abuso di informazioni privilegiate:
a) acquista, vende o compie altre operazioni, direttamente od indirettamente, per conto proprio o per conto di terzi, su strumenti finanziari utilizzando le informazioni medesime;
b) comunica tali informazioni ad altri, al di fuori del normale esercizio del lavoro, della professione, della funzione o dell'ufficio;
c) raccomanda od induce altri, sulla base di esse, al compimento di taluna delle operazioni indicate nella lettera a).»
Il delitto è punito con la reclusione da due a dodici anni e con la multa da ventimila a tre milioni di euro.
L'articolo 181, comma 1, specifica cosa debba intendersi per informazione privilegiata:
Il regolamento Ue n. 596/2014 e la direttiva 2014/57/Ue sono destinati ad adeguare ai principi europei il diritto punitivo interno per quanto concerne la fattispecie di abuso di informazioni privilegiate e l'ipotesi di manipolazione del mercato, prevedendo una gradualità delle pene in base alla gravità delle condotte, pene che vanno dalla sanzione amministrativa fino alla detenzione vera e propria.

### Stati Uniti d'America
Negli Stati Uniti non esiste una norma federale generale che proibisca direttamente la pratica dell'insider trading, ma la possibilità giuridica di perseguire tale tipo di transazioni deriva dall'interpretazione che è stata data dalla Corte Suprema alla "Sezione 16(b)" del Securities Exchange Act del 1934 e alla "Regola 10b-5" della SEC recante norme in materia delle frodi relative alla compravendita di valori mobiliari. In effetti la pratica dell'insider trading è stata considerata legale negli USA fino agli anni sessanta.

### Unione europea
L'Unione europea ha disciplinato la materia tramite la Direttiva 2003/6/CE del 28 gennaio 2003 relativa all'abuso di informazioni privilegiate e alla manipolazione del mercato, direttiva accolta nella legislazione italiana con le modifiche apportate al Testo unico sulla finanza (TUF).